# Caracal (Album)
Caracal ist das zweite Studioalbum des englischen DJ-Duos Disclosure. Es wurde am 25. September 2015 von PMR und Island veröffentlicht. Sieben offizielle Singles wurden aus dem Album veröffentlicht: Holding On mit Gregory Porter, Omen mit Sam Smith, Jaded, Bang That, Willing and Able mit Kwabs, Hourglass mit Lion Babe und Magnets mit Lorde.

## Entstehung
Die Songs des Albums wurden von Howard und Guy Lawrence, welche das Duo Disclosure bilden, gemeinsam mit ihrem regelmäßigen Co-Autoren Jimmy Napes (als James Napier) geschrieben. Einige der Gastsänger wie Sam Smith und Lorde waren auch am Songwriting beteiligt. Die Zusammenarbeit an Caracal fand 2015 in dem von Disclosure neu gegründeten Studio im Londoner Distrikt St. John’s Wood statt. Das Mastering übernahm Tom Coyne.
Der Titel des Albums bezieht sich auf die Raubkatze Karakal, welche auch auf dem Cover abgebildet ist. Howard und Guy Lawrence entschieden sich laut eigenen Angaben dafür, weil sie während ihrer Tour im letzten Jahr Gefallen an den wilden Tieren, ihrem Aussehen und Fähigkeiten gefunden hätten. Damit würden diese auch gut zu der Marke „Wild Life“ passen, unter der Disclosure Veranstaltungen wie das „Wild Life Festival“ austragen.

## Titelliste
| Nr. | Titel           | Songwriter                                                                    | Interpret                       | Dauer |
| --- | --------------- | ----------------------------------------------------------------------------- | ------------------------------- | ----- |
| 1   | Nocturnal       | Guy Lawrence, Howard Lawrence, James Napier, Abel Tesfaye                     | Disclosure feat: The Weeknd     | 6:44  |
| 2   | Omen            | Guy Lawrence, Howard Lawrence, James Napier, Gregory Porter                   | Disclosure feat: Sam Smith      | 3:50  |
| 3   | Holding On      | Guy Lawrence, Howard Lawrence, James Napier, Gregory Porter                   | Disclosure feat: Gregory Porter | 5:14  |
| 4   | Hourglass       | Jillian Hervey, Guy Lawrence, Howard Lawrence, James Napier                   | Disclosure feat: Lion Babe      | 5:24  |
| 5   | Willing & Able  | Kwabena Adjepong, Guy Lawrence, Howard Lawrence, James Napier, Finlay Robson  | Disclosure feat: Kwabs          | 4:52  |
| 6   | Magnets         | Guy Lawrence, Howard Lawrence, James Napier, Ella Marija Lani Yelich-O'Connor | Disclosure feat: Lorde          | 3:19  |
| 7   | Jaded           | Guy Lawrence, Howard Lawrence, James Napier, Sam Roman                        | Disclosure                      | 4:34  |
| 8   | Good Intentions | Guy Lawrence, Howard Lawrence, James Napier                                   | Disclosure feat: Miguel         | 4:42  |
| 9   | Superego        | Guy Lawrence, Howard Lawrence, James Napier                                   | Disclosure feat: Nao            | 4:33  |
| 10  | Echoes          | Guy Lawrence, Howard Lawrence, James Napier                                   | Disclosure                      | 5:09  |
| 11  | Masterpiece     | Guy Lawrence, Howard Lawrence, James Napier, Jordan Rakei                     | Disclosure feat: Jordan Rakei   | 4:01  |

## Rezeption
Metacritic ermittelte eine durchschnittliche Bewertung des Albums von 73 (auf einer Skala von 0 bis 100 als Bestwert), was im positiven Bereich liegt. So vergab unter anderem Allmusic vier von fünf Sternen und Kritiker Andy Kellman hält die Tracks zwar für wenig überraschend, aber vom guten Aufbau her mit denen von Disclosures erfolgreichem Debütalbum vergleichbar. Annett Scheffel vom Musikexpress dagegen findet, dass das Duo mit seinem zweiten Album Caracal nicht an den Erfolg anschließen kann, es sei „ideenlos und schwerfällig“. Alexis Waltz, Kritiker der Zeitschrift Spex, vermisst die „kribbeligen, überschäumenden Grooves“ älterer Tracks, das neue Album sei „viel ruhiger und housiger“. Er bemängelt außerdem, dass Disclosure „keine angemessene Gegenkraft“ zu den Stimmen der Gastsänger aufbauen könnten, daher seien die ruhigeren Songs die besseren.

## Kommerzieller Erfolg

### Chartplatzierungen

#### Album
| ChartsChartplatzierungen       | Höchstplatzierung | Wochen |
| ------------------------------ | ----------------- | ------ |
| Deutschland (GfK)              | 31 (1 Wo.)        | 1      |
| Österreich (Ö3)                | 31 (1 Wo.)        | 1      |
| Schweiz (IFPI)                 | 14 (3 Wo.)        | 3      |
| Vereinigte Staaten (Billboard) | 9 (11 Wo.)        | 11     |
| Vereinigtes Königreich (OCC)   | 1 (12 Wo.)        | 12     |

#### Singles
| Jahr | Titel          | Höchstplatzierung, Gesamtwochen, AuszeichnungChartplatzierungen (Jahr, Titel, , Platzierungen, Wochen, Auszeichnungen, Anmerkungen) | Höchstplatzierung, Gesamtwochen, AuszeichnungChartplatzierungen (Jahr, Titel, , Platzierungen, Wochen, Auszeichnungen, Anmerkungen) | Höchstplatzierung, Gesamtwochen, AuszeichnungChartplatzierungen (Jahr, Titel, , Platzierungen, Wochen, Auszeichnungen, Anmerkungen) | Höchstplatzierung, Gesamtwochen, AuszeichnungChartplatzierungen (Jahr, Titel, , Platzierungen, Wochen, Auszeichnungen, Anmerkungen) | Höchstplatzierung, Gesamtwochen, AuszeichnungChartplatzierungen (Jahr, Titel, , Platzierungen, Wochen, Auszeichnungen, Anmerkungen) | Anmerkungen                                              |
| Jahr | Titel          | DE | AT | CH | UK | US | Anmerkungen                                              |
| --- | -------------- | --- | --- | --- | --- | --- | -------------------------------------------------------- |
| 2015 | Holding On     | — | — | — | UK46 Silber · (11 Wo.)UK | — | Erstveröffentlichung: 26. Mai 2015 feat. Gregory Porter  |
| 2015 | Omen           | DE74 (5 Wo.)DE | AT74 (2 Wo.)AT | CH50 (11 Wo.)CH | UK13 Gold · (16 Wo.)UK | US64 Gold · (6 Wo.)US | Erstveröffentlichung: 27. Juli 2015 feat. Sam Smith      |
| 2015 | Jaded          | — | — | — | UK87 (1 Wo.)UK | — | Erstveröffentlichung: 18. September 2015                 |
| 2015 | Magnets        | — | — | — | UK71 Silber · (2 Wo.)UK | — | Erstveröffentlichung: 23. September 2015 feat. Lorde     |
| Folgende Lieder erschienen nicht als Single, wurden aber durch das Album zum Download und Streaming bereitgestellt und konnten somit eine Platzierung erlangen: |                | | | | | |                                                          |
| |                | | | | | |                                                          |
| 2015 | Bang That      | — | — | — | UK50 (2 Wo.)UK | — | Erstveröffentlichung: 3. Mai 2015                        |
| 2015 | Willing & Able | — | — | — | UK70 (1 Wo.)UK | — | Erstveröffentlichung: 14. August 2015 feat. Kwabs        |
| 2015 | Hourglass      | — | — | — | UK80 (1 Wo.)UK | — | Erstveröffentlichung: 11. September 2015 feat. Lion Babe |

### Auszeichnungen für Musikverkäufe
| Land/Region                  | Auszeichnungen für Musikverkäufe (Land/Region, Auszeichnung, Verkäufe) | Verkäufe |
| ---------------------------- | ---------------------------------------------------------------------- | -------- |
| Kolumbien (ASINCOL)          | Platin                                                                 | 10.000   |
| Mexiko (AMPROFON)            | Gold                                                                   | 30.000   |
| Neuseeland (RMNZ)            | Platin                                                                 | 15.000   |
| Peru (UNIMPRO)               | Gold                                                                   | 3.000    |
| Vereinigtes Königreich (BPI) | Gold                                                                   | 100.000  |
| Insgesamt                    | 3× Gold · 2× Platin ·                                                  | 158.000  |